# اللادينية في إسرائيل
اللادينية في إسرائيل شائعة. ويُعتبر الإلحاد اليهودي هو الشكل الأكثر شيوعاً للادينية. وجدت دراسة أجرتها أفي-تشاي عام 2009 أن 77% من اليهود الإسرائيليين يؤمنون بـ«قوة أعلى»، في حين أن 46% يُعرِّفون أنفسهم بأنهم علمانيون، في حين أن 8% منهم يُعرِّفون أنفسهم بأنهم «معادون للدين».